# SIAI S.23
Il SIAI S.23 fu un idroaddestratore biplano a scafo centrale sviluppato dall'azienda italiana Società Idrovolanti Alta Italia (SIAI) nei primi anni venti del XX secolo e rimasto allo stadio di prototipo.

## Storia del progetto
Nel 1921 l'ingegnere Raffaele Conflenti decise di avviare lo sviluppo di un nuovo modello da destinare all'addestramento dei piloti militari di idrovolante. Il progetto riproponeva l'impostazione del precedente SIAI S.16 ma con dimensioni generali inferiori e con uno scafo che, rispetto alle reali esigenze di galleggiamento, risultava sovradimensionato per facilitarne sicurezza e governabilità. Venne pianificata anche una versione destinata al mercato dell'aviazione civile commerciale in grado di immettere sul mercato un modello da trasporto di persone o merci economico.
Il prototipo venne realizzato nel corso di quello stesso anno ma lo scarso interesse dimostrato non consentì di svilupparne altri esemplari rimanendo l'unico esemplare costruito.

## Tecnica
L'S.23 era un idrovolante biposto a scafo centrale dall'impostazione, per l'epoca, convenzionale e che riproponeva a misure ridotte il precedente S.16, monomotore in configurazione spingente, velatura biplana e singolo abitacolo aperto.
Lo scafo era realizzato in legno, caratterizzato dalla costruzione in fasciame multiplo e foderato in compensato e dalla chiglia con fondo concavo e singolo gradino. Lo stesso integrava la cabina di pilotaggio nell'unico abitacolo aperto a due posti affiancati e dotato di doppi comandi. Posteriormente terminava in un impennaggio cruciforme dai piani orizzontali controventati.
La configurazione alare era biplana con le ali entrambe bilongherone e di uguale apertura, l'ala superiore posizionata alta a parasole e l'inferiore, l'unica dotata di alettoni posizionata alta sullo scafo; le due superfici erano collegate tra loro da una doppia coppia di montanti per lato e da tiranti in cavetto d'acciaio, più una terza coppia centrale che forniva anche supporto all'apparato propulsivo.
La propulsione era affidata ad un motore Isotta Fraschini V.4B, un 6 cilindri in linea raffreddato a liquido capace di erogare una potenza pari a 160 CV (118 kW), posizionato su un'intelaiatura tra le due ali in posizione centrale, parzialmente carenato ed abbinato ad un'elica quadripala in legno a passo fisso.